# 마틸드 보나파르트
마틸드 공주(princesse Mathilde)로 더 잘 알려진 마틸드 레티지아 빌헬민 보나파르트(Mathilde Létizia Wilhelmine Bonaparte, 1820년 5월 27일 ~ 1904년 1월 2일)는 보나파르트가의 공주이다. 베스트팔렌의 전 왕인 제롬 보나파르트와 그의 두번째 아내 카트린 드 뷔르템베르크의 딸로 태어난 마틸드 공주는 부모가 망명한 로마와 피렌체에서 자라고 교육받았다.
1835년, 마틸드는 훗날 나폴레옹 3세가 되는 사촌 나폴레옹 보나파르트와 약혼한다. 당시 그녀는 15살이었다. 홀아비였던 아버지는 재산의 일부를 몰수당했는데, 몰수당한 재산은 대부분 장인이었던 뷔르템부르크 왕에게 넘겨진다. 제롬 보나파르트는 마틸드의 약혼을 성사시키기 위하여 오르탕스 드 보아르네와 그의 아들이 거주하던 아레넨베르크와 가까운 고틀리벤 성을 외상으로 사준다. 하지만 제롬의 장인, 뷔르템베르크 왕이 루이나폴레옹이 전 카르보나리 당원이었다는 이유로 약혼을 반대하고 또 루이 나폴레옹의 아버지인 루이 보나파르트가 금전 문제를 놓고 반대하자 약혼은 깨지게 된다.

## 프랑스 공주
제2제국, 제3공화국 시절, 마틸드 공주는 파리에 문학 살롱을 열었다. 마틸드 공주는 확고한 보나파르트주의자였으나, 다양한 정치적 스펙트럼을 지닌 작가들이 살롱에 오는 것을 막지 않았다. (폴 부르제, 귀스타브 플로베르, 공쿠르 형제, 투르게네프 등)
젊은 시절 마르셀 프루스트는 마틸드 공주의 사저, 베리가 20번지에서 열린 살롱에 자주 드나들었다. 이 시기에는 몇안되는 예전의 보나파르트주의자들 뿐만 아니라, 샤를 아스 (샤를 스완의 모델), 폴 부르제 (베르고트의 모델), 조르주 드 포르토리슈, 의사 사무엘 포지, 프리몰리 백작, 베네데티 백작 (퇴직한 대사로 노르푸아 씨의 모델), 루이 강드라, 스트로스 부부 등이 있었다.